# Theronella amaniensis
Theronella amaniensis är en insektsart som beskrevs av Nielson 1992. Theronella amaniensis ingår i släktet Theronella och familjen dvärgstritar. Inga underarter finns listade i Catalogue of Life.